# 色瓦龙寺
色瓦龙寺，位于西藏自治区拉萨市林周县旁多乡色瓦龙村，是一座藏传佛教直贡噶举派寺院。

## 简介
色瓦龙寺位于玛旁雍错东岸，由直贡噶举派的成道大师贡觉久赞，按其老师直贡贡确·赤列桑布之嘱托，在其老师逝世十周年之际，即藏历阳土猴年（1728年）正式兴建。创建该寺的施主是托钦霍堆部落头人井格俄革却图，因为当年甘丹才旺拜桑布驱逐拉达克军队时，该游牧部落派去六十名骑士，杀了许多拉达克人，他为忏悔故资助创建该寺，以积德行善。
色瓦龙寺内主供赤列桑布塑像，塑像内装藏四颗释迦牟尼舍利、莲花生修练而成的利佛甘露之五种伏藏、大译师拜若杂纳的手抄本、婆罗门七世之肉身、噶当派仲敦·杰瓦迥鼐的一撮发辫、达布拉吉的坐垫、曲杰平措的肉身及其花白的发辫、仁增·曲吉扎巴的朱红单钹和大袍等。寺内还供奉四尊大小各异的释迦牟尼像、莲花生像、贡觉久赞的舍利宝塔以及米拉日巴、帕木竹巴、杰丹贡布等药泥塑像、般若十万颂等佛经。
色瓦龙寺的护法殿供奉四臂怙主、阿其曲珍等护法神像。
色瓦龙寺所在地环境清幽，历代名僧皆曾来游。该寺曾有24间房子，其中包括6根柱子的集会经堂，僧人最多时达50多名，僧人基本定额为42名。该寺在文化大革命时遭到严重破坏，几乎毁损殆尽。1984年起，该寺修复，有11间房子，6名僧人。